# KIAA0430
KIAA0430‏ (Meiosis regulator and mRNA stability factor 1) هوَ بروتين يُشَفر بواسطة جين KIAA0430 في الإنسان.